# Metropolitan Museum of Art
El Metropolitan Museum of Art, o simplement Met, és un museu d'art de la ciutat de Nova York, i un dels museus d'art més destacats i visitats del món. Situat a la ciutat de Nova York, al centre de l'illa de Manhattan al costat est de Central Park, a la cinquena avinguda, a l'altura del carrer 82. Va obrir les portes el 20 de febrer de 1872.
La col·lecció del museu conté de més de dos milions d'obres d'art de tot el món. Les col·leccions abasten des de tresors de l'antiguitat clàssica, representada a les seves galeries de Grècia i Xipre, fins a pintures i escultures de quasi tots els mestres d'Europa i, també, una gran col·lecció d'obres dels Estats Units. S'hi exposen obres mestres de Rafael, Tiziano, el Greco, Rembrandt, Velázquez, Picasso, Pollock, Braque, Joan Miró, Salvador Dalí i molts més.
A més a més, el museu conserva un vast patrimoni d'art egipci, africà, asiàtic, d'Oceania, l'Orient Pròxim, romà d'Orient i islàmic.
Les galeries André Meyer inclouen grans obres d'art europeu del segle xix, amb un èmfasi particular en els pintors impressionistes i postimpressionistes, així com una gran col·lecció d'escultures de Rodin.
Cal mencionar que aquestes col·leccions s'exposen a la seva seu principal, situada de la cinquena avinguda. No obstant això, el museu té sengles seccions en altres llocs de Nova Yorkː The Met Cloisters, museu referent a nivell mundial d'art medieval, i The Met Breuer, dedicat a l'art contemporani.

## Història
El museu es va inaugurar l'any 1872. Robert Lee Jenkins, un executiu ferroviari, la col·lecció privada del qual va ser donada al museu, va ser el primer president. El superintendent fundador va ser l'editor George Palmer Putnam. James J. Rorimer va ser director des de 1955 fins a la seva mort, l'11 de maig de 1966. El va succeir Thomas Hoving, des del 17 de març de 1967 fins al 30 de juny de 1977. El director des de l'1 de gener de 2009 és Thomas P. Campbell, després del llarg mandat de Philippe de Montebello.
El 2010 va rebre, juntament amb altres museus europeus, la condecoració de l'Orden de las Artes y las Letras de España, del Ministeri de Cultura Espanyol, en reconeixement de la tasca de protecció del patrimoni que va fer dins del Comité Internacional de Salvament dels Tresors Espanyols el febrer de 1939, per protegir les obres a les seves instal·lacions.

## Departaments
La col·lecció permanent del museu és conservada i exhibida per 19 departaments separats, cadascun dels quals posseeix un planter especialitzat de curadors, estudiosos, conservadors i restauradors d'art.

## Col·lecció

### Art antic
Des de l'any 1880, el Met va començar a adquirir art antic i peces d'Orient Pròxim. D'unes poques taules cuneïformes i segells, el patrimoni del Met quant a art oriental ha crescut fins a circumdar peces datades al començament del Neolític, passant per les conquestes àrabs. La col·lecció inclou obres de les cultures sumèries, hitites, sassànides, assiris, babilonis i elamites entre d'altres, i també una gran col·lecció d'objectes únics de l'edat de bronze. Els objectes més destacats de la col·lecció inclouen una sèrie de pedres monumentals, o figures de guardians del Palau Nord-oest del rei assiri Ashur-nasir-pal II.

### Art egipci

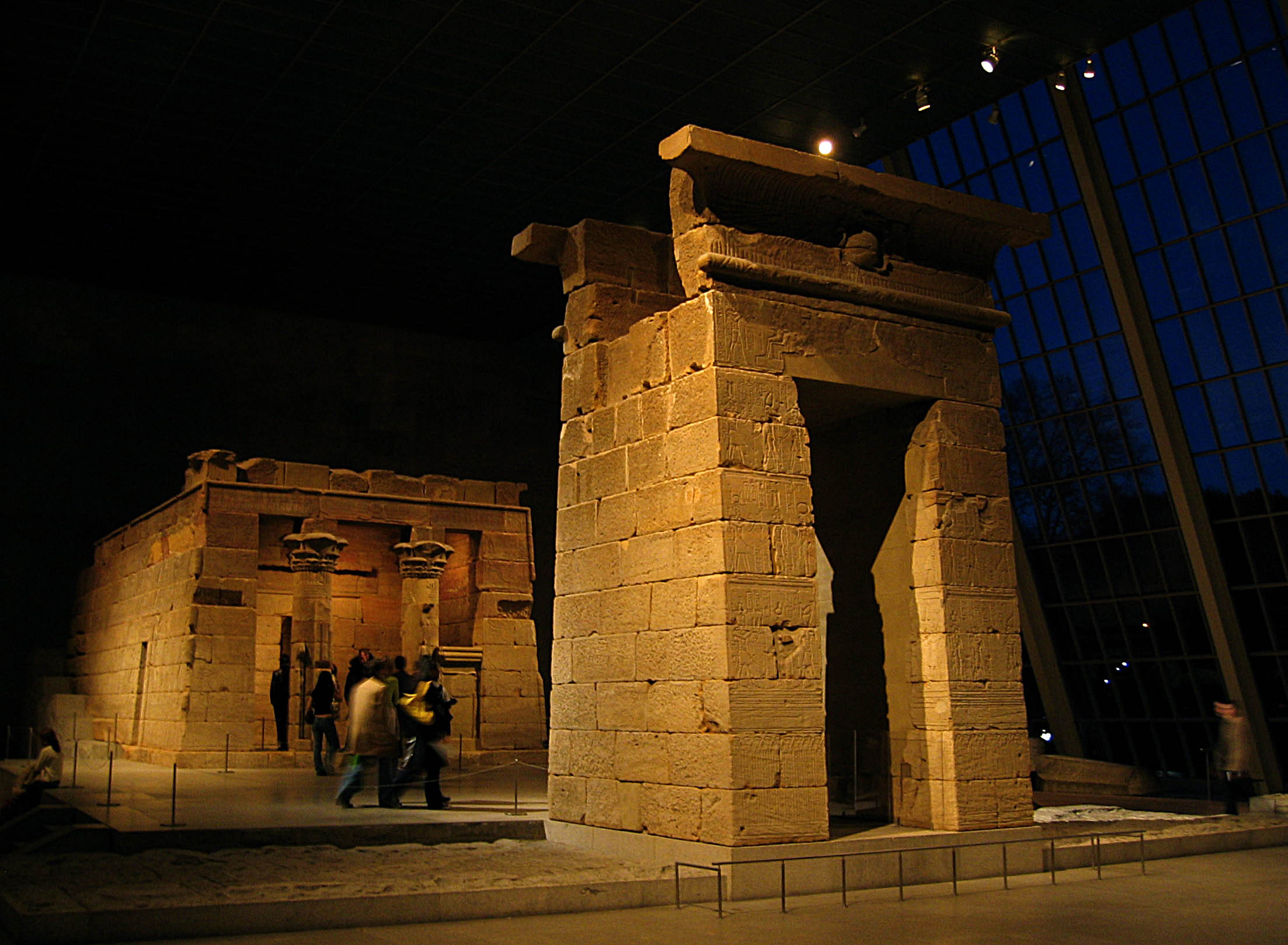
Temple de Dendur

Encara que la major part del patrimoni inicial del Met sobre art egipci va provenir de col·leccions privades, gairebé la meitat de l'actual col·lecció prové de descobriments fets a través d'excavacions arqueològiques organitzades pel mateix museu entre 1906 i 1944.
La col·lecció està formada per més de 36.000 peces d'art egipci, classificades des del Paleolític fins a l'època de dominació romana, i gairebé totes es troben exposades a les quaranta galeries egípcies del museu.
Entre les peces més valuoses de la col·lecció es troba un conjunt de 24 maquetes de fusta, descobertes dins d'una tomba de Deir el-Bahari el 1920. Aquestes maquetes representen amb molt detall una mostra veritablement representativa de la vida quotidiana de l'Imperi Mitjà d'Egipte: pots, jardins i escenes de la vida diària. No obstant això, la peça més popular del departament queda el temple de Dendur; desmuntat per ordre del govern egipci, per salvar-lo de la futura inundació causada per la construcció de la presa d'Asuan; el govern va donar el petit temple de gres als Estats Units el 1965 i va ser reconstruït al Met durant l'any 1978. Està situat en una gran sala, parcialment envoltat per una làmina d'aigua i il·luminat per un gran finestral amb vistes a Central Park.

### Art grec i romà
Aquesta col·lecció posseeix més de cinquanta mil peces datades fins al 312 aC
La col·lecció es remunta a la fundació del museu: el primer objecte assentat als registres del museu és un sarcòfag romà. Encara que la col·lecció se centra en objectes de Grècia Antiga i de l'Imperi Romà, aquestes regions històriques inclouen una gran varietat de cultures i estils artístics.
Aquestes galeries també contenen diversos murals i relleus de diferents períodes, incloent-hi la reconstrucció d'una vila noble a Boscoreale, que havia estat enterrada per l'erupció del Vesuvi en el 79 aC. Durant el 2007 les galeries del Met dedicades a Grècia i Roma van ser ampliades d'uns 5.000 m², el que permet d'exposar la majoria de les peces de forma permanent.

### Art islàmic
Aquesta col·lecció no solament es restringeix a l'art religiós, encara que un nombre significatiu d'objectes van ser originàriament creats per a l'ús religiós o com a elements decoratius de mesquites. Part de la col·lecció consisteix en objectes seculars, incloent-hi peces de ceràmica i tèxtils de la cultura islàmica, abastant des d'Espanya fins a Àfrica del nord i Àsia central. Destaca la col·lecció de pintures en miniatura de l'Iran i de l'Imperi Mongol.
La cal·ligrafia, tant religiosa com secular es troba ben representada, des dels decrets de Suleiman Kanuni fins a manuscrits de l'Alcorà. La col·lecció reflecteix diferents períodes i estils cal·ligràfics. Com molts altres departaments del museu, posseeix cambres representatives, incloent-hi una reconstrucció completa de la cambra de Nur AL-Din d'una casa a Damasc, de principis del segle xviii.

### Art medieval

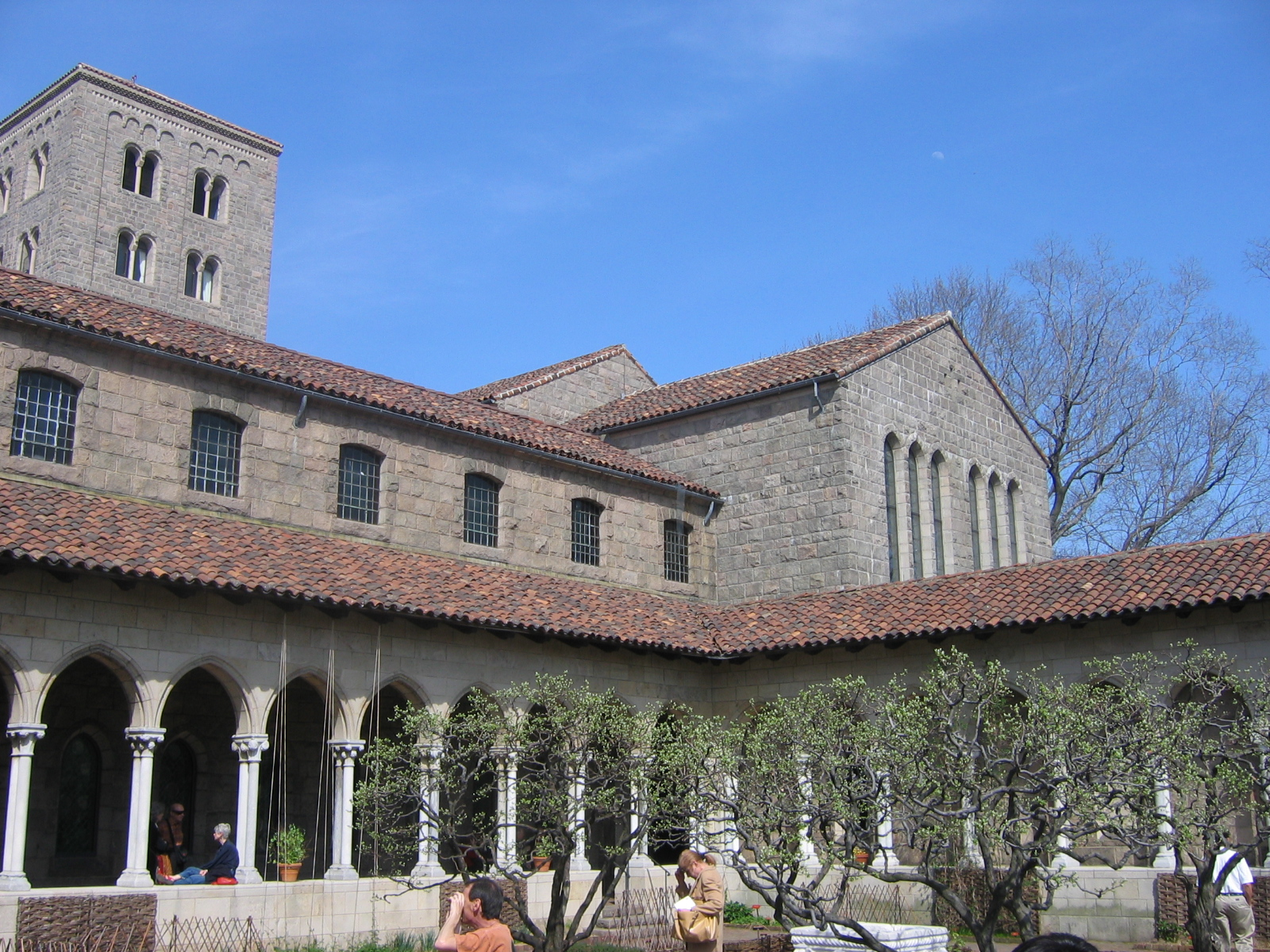
Pati interior dels Claustres

Aquesta col·lecció consisteix en un ampli espectre d'art occidental des del segle IV fins a principi del segle xvi, i també art romà d'Orient, i antiguitats pre-medievals que no estan en la col·lecció de Grècia i Roma antigues. Igual que la col·lecció islàmica, aquesta col·lecció posseeix amplis exemples d'art en dues i tres dimensions, amb molts objectes religiosos. En total, la col·lecció permanent d'aquest departament posseeix uns onze mil objectes. A causa de la seva grandària, és l'única col·lecció que s'alberga a dos llocs: a l'edifici principal del museu, a la 5a Avinguda i a The Cloisters, un edifici separat, dedicat exclusivament a l'art medieval. El mateix departament s'encarrega dels dos llocs.
- Edifici principal - La col·lecció a l'edifici principal del Met conté prop de sis mil objectes. Mentre que una gran part de l'art europeu medieval s'exhibeix en aquestes galeries, la major part dels objectes medievals es concentren a The Cloisters. Això permet que les galeries principals exhibeixin gran part de l'art romà d'Orient que posseïx el Met juntament amb les peces europees. La galeria principal posseeix molts tapissos i estàtues funeràries, mentre que les galeries secundàries mostren treballs més petits en metalls preciosos i ivori.

- Els Claustres (The Cloisters) - Així anomenat per les estructures restaurades de cinc claustres medievals (entre ells el de Sant Miquel de Cuixà) que van ser incorporats a un edifici modern. El resultat, que evoca les seves fonts sense copiar directament cap edifici en particular, presenta finestres amb vidrieres, bigues i columnes esculpides i fins i tot tapissos originals. També hi ha diversos jardins amb plantacions fetes evocant la jardineria i l'horticultura medieval, segons fonts de l'època. Els cinc mil objectes que es troben aquí es limiten estrictament a obres medievals europees. La col·lecció posseeix molts objectes d'importància històrica gran i d'excepcional bellesa, entre ells les Belles Heures du Duc de Berry, manuscrit il·luminat pels germans de Limburg el 1409, el llibre d'hores de Jeanne d'Evreux, o el Tríptic de Mérode de Robert Campin. L'art català hi és ben representat amb obres com les pintures murals de l'absis de Santa Maria de Cap d'Aran o els sepulcres dels comtes d'Urgell procedents del monestir de Santa Maria de Bellpuig de les Avellanes.

### Pintura europea

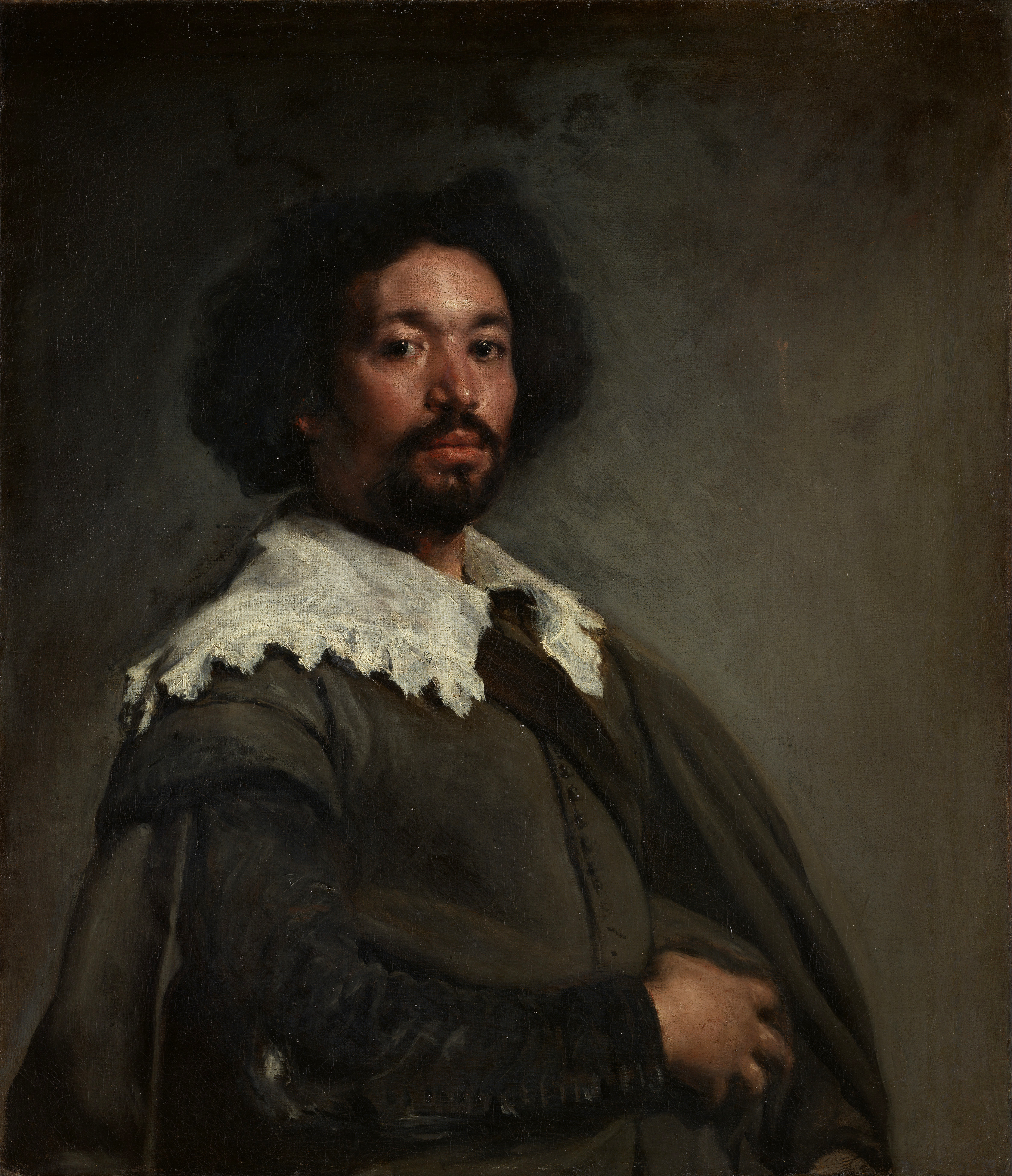
Juan de Pareja, per Velázquez, al Met

El Met posseeix una de les millors col·leccions del món de pintura europea. Encara el nombre de peces es relativament petit, posseeix moltes de les pintures més reconegudes mundialment.
La gran despesa de Met en compres d'obra d'art prové d'aquest departament, primerament centrat en els mestres del segle xvi al XIX, amb èmfasi en artistes francesos, italians i neerlandesos. Molts dels grans artistes estan presents amb gran quantitat d'obres: el museu posseeix 37 pintures de Monet, 21 olis de Cézanne i 18 de Rembrandt, incloent-hi Aristòtil amb un bust d'Homer.
Les cinc pintures de Johannes Vermeer representen la col·lecció més gran de l'artista al món. Altres obres destacades són Autorretrat amb barret de palla de Vincent van Gogh, La collita de Pieter Brueghel el Vell i La mort de Sócrates de Jacques-Louis David.
Durant les últimes dècades el Met ha portat a terme la política de vendre algunes de les seves peces menors per comprar peces de talla molt més importants. Encara que aquesta conducta és encara controvertida, ha guanyat cert nombre d'obres d'art destacades per a la col·lecció, com el Retrat de Juan de Pareja de Diego Velázquez, obra comprada el 1971.
L'obra de Duccio, Madonna i el Nen li va costar al museu més de 45 milions de dòlars, dues vegades més que la suma pagada per qualsevol de les pintures comprades amb anterioritat. Aquesta obra és considerada la Mona Llisa del Met.

### Pintura i escultura nord-americana

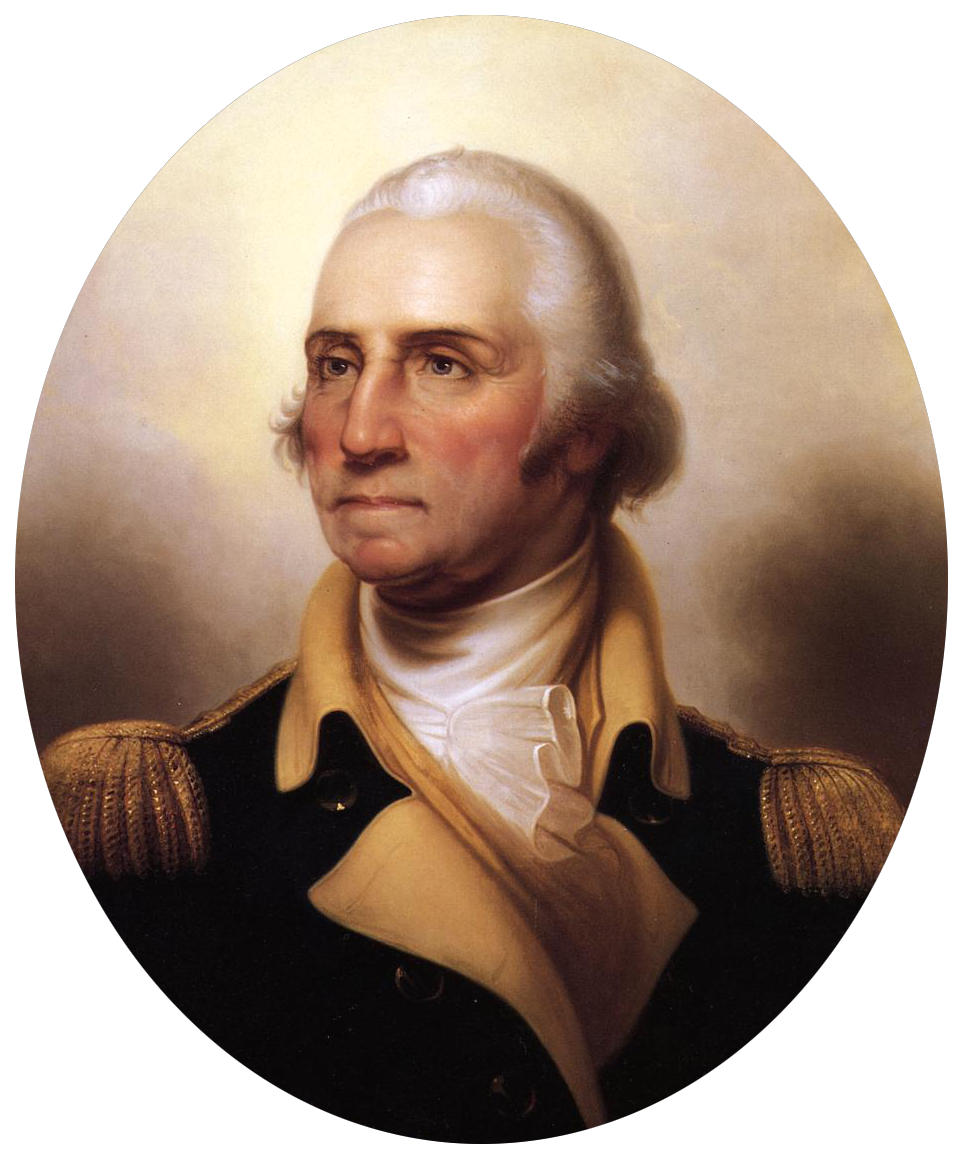
Retrat de George Washington al Met

Fins i tot des de la seva creació, el museu ha donat una particular èmfasi a les col·leccions d'art nord-americà. La primer peça a formar part de la col·lecció del Met va ser una escultura alegòrica de Hiram Powers anomenada Califòrnia, adquirida el 1870, que encara avui es troba en exhibició. Durant les dècades següents, la col·lecció de pintures i escultures nord-americanes va créixer fins a arribar a més de mil pintures, sis cents escultures i 2.600 dibuixos, abastant des de començament del període colonial fins a l'inici del segle xx. Moltes de les pintures més reconegudes dels Estats Units pertanyen a la col·lecció del Met, com ara el retrat de George Washington fet per Gilbert Stuart, i Washington creuant el Delaware, d'Emanuel Leutze. La col·lecció també inclou peces mestres de notables pintors com Winslow Homer, George Caleb Bingham, John Singer Sargent, James McNeill Whistler i Thomas Eakins.

### Escultures i arts decoratives europees
És un dels majors departaments del museu, amb més de cinquanta mil peces, des del 1400 fins a principi del segle xx. Encara que la col·lecció està centrada en escultura renaixentista (moltes de les quals poden ser vistes in situ, envoltades per mobles contemporanis i decoració), també posseeix un gran patrimoni de mobles, joies, peces de vidre i ceràmica, tapisseria, tèxtils, instruments matemàtics i rellotges. Els visitants poden entrar a una dotzena d'habitacions moblades en l'estil dels diferents períodes. La col·lecció fins i tot inclou un pati del segle xvi del castell andalús de Vélez-Blanco, reconstruït meticulosament en una galeria de dos pisos. Les escultures més destacades del departament inclouen La bacanal de Bernini, un buidatge de Els burgesos de Calais de Rodin i diverses peces úniques de Houdon.

### Art decoratiu nord-americà
Aquest departament inclou prop de dotze mil exemplars d'art decoratiu dels Estats Units, abastant des de final del segle xvii fins a principi del segle xx. Tot i que el Met va adquirir la seva primera gran col·lecció d'art decoratiu mitjançant una donació feta el 1909 per Margaret Olivia Slocum Sage, esposa del financer Russel Sage, el departament dedicat específicament a aquests objectes no va ser creat fins a l'any 1934.
Un dels tresors d'aquest departament és la seva col·lecció completa de vitralls. Aquesta col·lecció, probablement la més gran del món, inclou moltes obres de Louis Comfort Tiffany. El departament també és molt conegut per les seves sales de 25 períodes, cadascun dels quals recrea una cambra completa, moblat, d'un període notable o dissenyador. També posseeix una gran col·lecció d'orfebreria, amb nombroses peces de Paul Revere i obres de Tiffany & Co..

### Art contemporani
Encara que el MOMA és considerat el principal museu d'art contemporani a Nova York, la col·lecció del Met no és menys significativa. Amb més de deu mil obres d'art, principalment d'artistes europeus i nord-americans, la col·lecció posseeix moltes obres que són icones de la modernitat. Entre les peces destacades es troben el retrat de Gertrude Stein fet per Picasso, la Bandera blanca de Jasper Johns i el tríptic de Max Beckmann Beginning.
Alguns artistes estan representats amb obres de gran qualitat per a un museu que no està dedicat exclusivament a l'art modern; per exemple, la col·lecció posseïx quaranta pintures de Paul Klee, abastant tota la seva carrera.
És igualment molt notable la presència de Joan Miró (amb obres com els interiors holandesos) o Salvador Dalí, amb obres com la Crucifixió anomenada Corpus Hypercubus.
A causa de la llarga història del Met, pintures contemporànies adquirides els últims anys han passat a altres col·leccions del museu, particularment, als departaments que posseeixen pintura europea i nord-americana.
L'any 2016 va obrir les portes una secció del Museu anomenada Met Breuer dedicada a l'art contemporani.

### Art d'Oceania i Amèrica
Tot i que el museu va fer la primera adquisició d'antiguitats peruanes el 1882, i es van fer esforços concrets per col·leccionar obres d'Àfrica, Oceania i Amèrica el 1969, la gran aportació és de quan l'empresari i filantrop Nelson Rockefeller va donar més de tres mil peces de col·lecció al museu.
Avui dia, aquest departament compta amb més d'11.000 peces que es troben en un espai de 3.700 metres quadrats a l'ala Rockefeller, cap al sud del museu. La col·lecció abasta des de roques pintades per aborígens australians amb quaranta mil anys d'antiguitat fins a un grup de pals memorials de 4,5 metres d'alt tallats per indígenes Asmat de Nova Guinea i una col·lecció d'objectes cerimonials i personals de la Cort de Benín, a Nigèria. El rang de materials representats en aquesta col·lecció és el més ampli de tots els departaments del Met, incloent-hi des de metalls preciosos fins a pues de porc espín.

### Art asiàtic

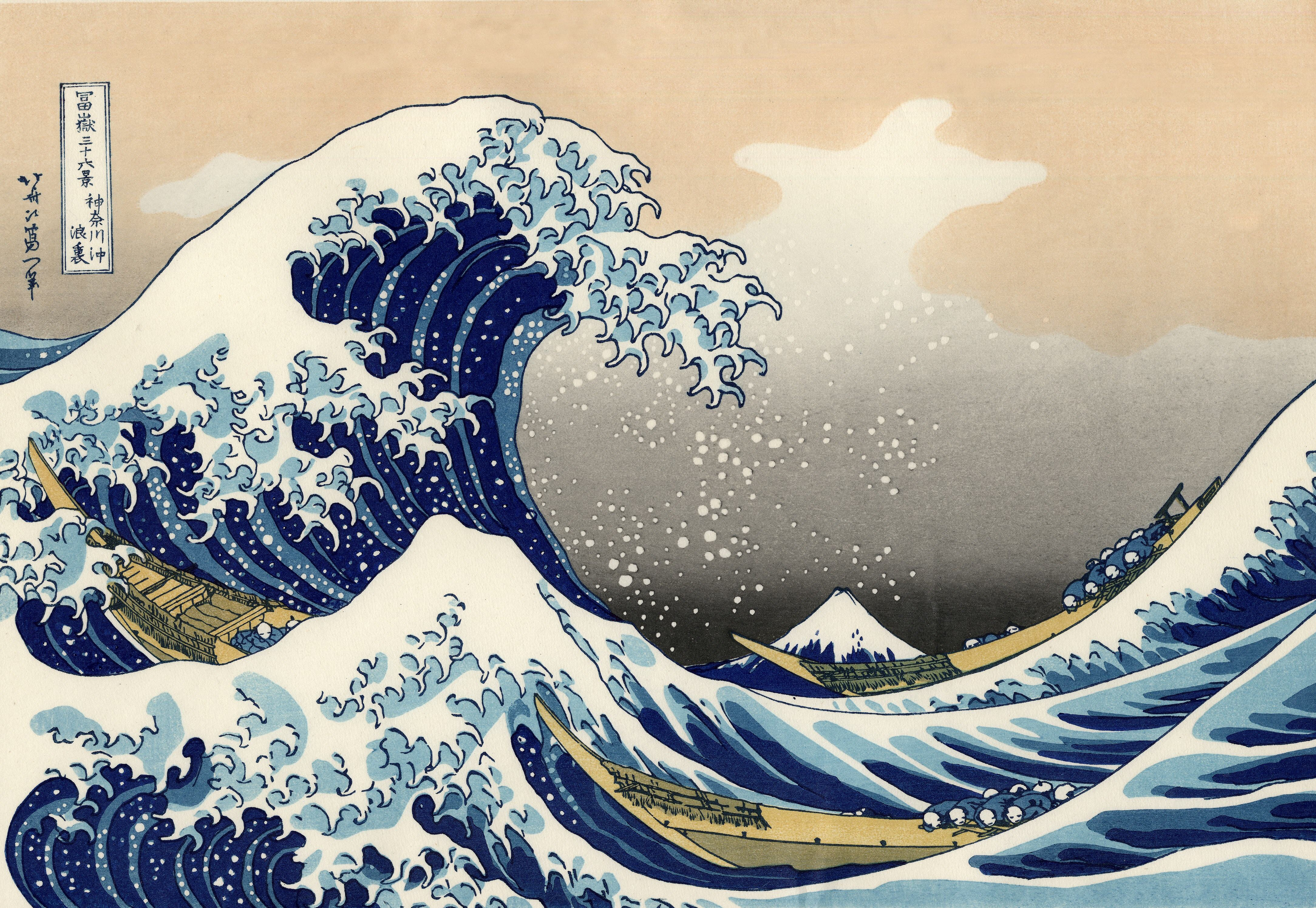
La gran ona de Kanagawa per Katsushika Hokusai, Art Asiàtic del Met

Aquest departament posseïx una de les col·leccions més completes d'Occident. La col·lecció es remunta gairebé a la fundació del museu: molts dels filantrops que van fer les primeres donacions, van incloure obres d'art asiàtic. Avui dia, el Met posseeix un ala completa dedicada a la col·lecció asiàtica, que conté més de 60.000 peces i abasta quatre mil anys. Cada civilització asiàtica està representada i les peces exhibides mostren cada tipus d'art decoratiu, des de pintura a gravats, escultura i treballs en metall. El departament és reconegut per la seva completa col·lecció de cal·ligrafia i pintura xinesa, i també obres de Nepal i Tibet. La col·lecció posseeix objectes rituals, pintures i objectes funcionals.

### Col·lecció Robert Lehman
Amb la defunció del banquer Robert Lehman el 1969, la seva fundació va donar al Met prop de tres mil obres d'art. Exposades a l'Ala Robert Lehman, el museu s'hi refereix com una de les col·leccions privades més extraordinàries mai reunida als Estats Units. A diferència dels altres departaments, aquesta col·lecció no es concentra en un estil o període determinat, sinó que més aviat reflecteix els interessos personals de Lehman. S'interessava en pintures del Renaixement italià, i particularment, en l'Escola de Siena. Entre les pintures de la col·lecció s'inclouen obres de Botticelli i Domenico Veneziano, i també obres d'importants pintors espanyols com El Greco i Goya. Entre la col·lecció de dibuixos dels antics mestres hi ha treballs de Rembrandt i Dürer. Per a emfatitzar la naturalesa de la col·lecció, el Met l'ha posat en unes galeries especials que recreen el luxós interior de la casa de Lehman. La Universitat de Princeton ha documentat la col·lecció en un llibre de diversos volums publicats com The Robert Lehman Collection Catalogue.

### Dibuixos i gravats
Encara que als altres departaments hi ha gran quantitat de dibuixos i pintures aquest se centra específicament en obres nord-americanes i d'Europa occidental produïdes després de l'Edat Mitjana. La col·lecció posseeix més d'11.000 dibuixos, 1,5 milions de pintures i dotze mil llibres il·lustrats. La col·lecció ha crescut sostenidament des de l'herència de 670 dibuixos donats per Cornelius Vanderbilt el 1880.
Els grans mestres europeus de la pintura, que produïen molts més esbossos i dibuixos que els pintors actuals, estan representats en gran manera en la col·lecció. Entre el patrimoni del departament es troba la major col·lecció de dibuixos de Michelangelo Buonarroti, Leonardo da Vinci i Rembrandt, i també pintures i aiguaforts de Anthony van Dyck, Albrecht Dürer i Edgar Degas entre molts d'altres.

### Fotografia
La col·lecció del Met de fotografia, amb més de vint mil fotos, està centrada en cinc col·leccions principals, a més de les adquisicions addicionals fetes pel museu. Alfred Stieglitz, un famós fotògraf va ser qui va fer la primera donació important al museu, que incloïa una prospecció d'obres del pictorialisme, un valuós joc obres d'Edward Steichen i una col·lecció de fotografies de Stieglitz, del seu propi estudi.
El Met va complementar la donació amb 8.500 obres que componen la Col·lecció Gilman Paper Company, Col·lecció Rubel, i la Col·lecció Ford Motor Company que donen testimoniatge de les primeres fotografies franceses, nord-americanes i angleses i la fotografia nord-americana i europea posterior a la Segona Guerra Mundial. El museu també va adquirir la col·lecció personal de fotografies de Walker Evans.
El departament va obtenir una galeria permanent el 1997, i no tot el material està exposat de forma permanent a causa de la sensibilitat del material. No obstant això, el departament ha organitzat algunes de les exhibicions temporals més exitoses del passat recent del Met, incloent-hi una retrospectiva de Diane Arbus.

### Institut del vestit
El 1937, el Museum of Costume Art es va unir al Met i es va convertir en el Costume Institute (Institut del vestit, en anglès). Avui dia, la seva col·lecció posseeix més de 8.000 vestits i accessoris. A causa de la fràgil naturalesa d'aquests objectes, no es manté una exhibició permanent, sinó que cada any es duen a terme dues mostres diferents basades en la col·lecció i cada mostra se centra en un dissenyador o tema determinat. Els anys anteriors es van organitzar mostres sobre dissenyadors famosos com Coco Chanel i Gianni Versace.

### Armes i armadures

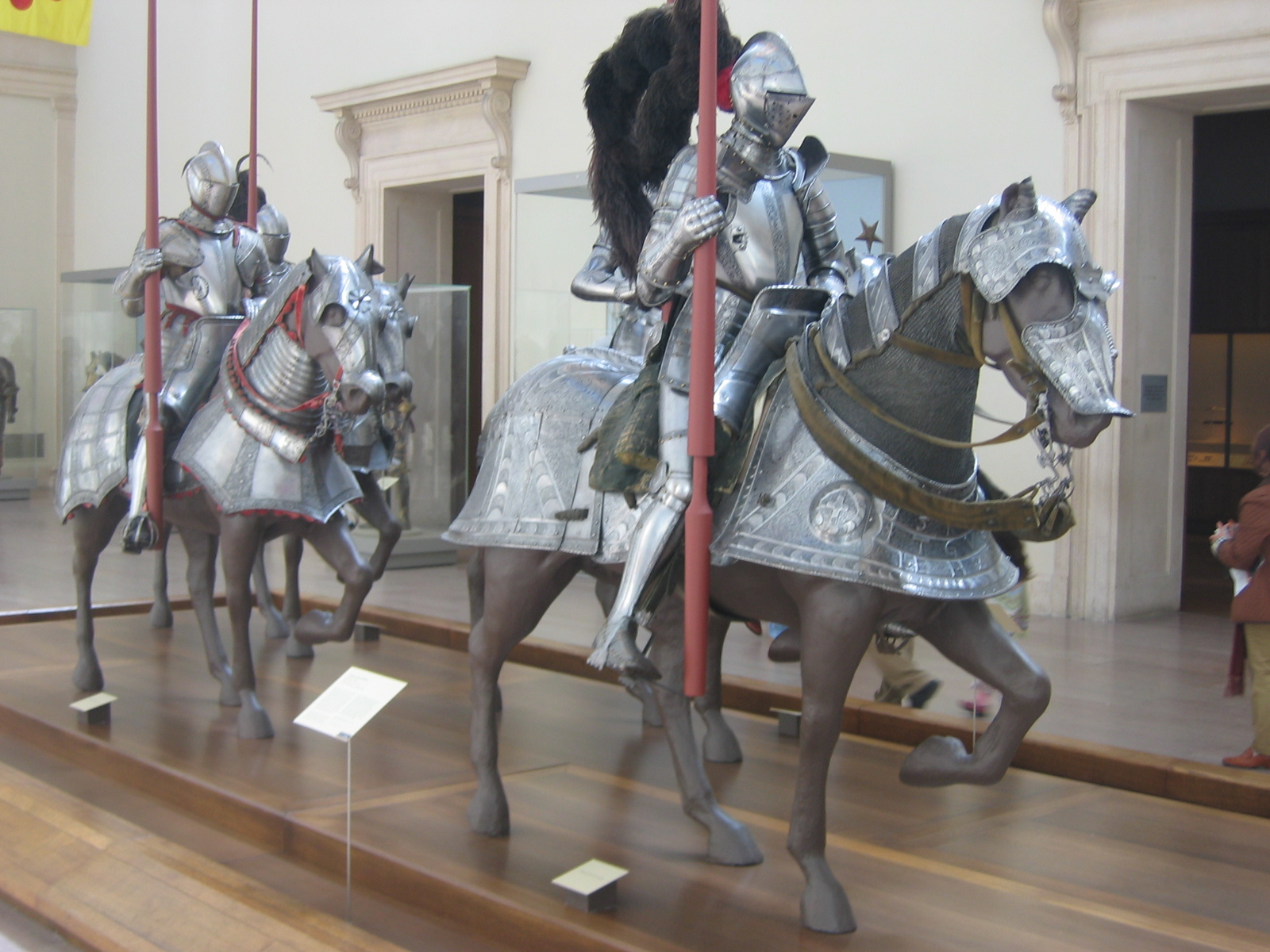
Galeria d'Armes i Armadures del Met

Aquest departament és l'únic en el seu tipus als Estats Units i és una de les col·leccions més populars. La «desfilada» de figures armades sobre cavalls, instal·lada al primer pis de la galeria d'Armes i Armadures és una de les imatges més reconegudes del museu. El fort de la col·lecció rau en peces europees de la baixa edat mitjana i japoneses des del segle v fins al segle xix.
No obstant això, aquestes no són les úniques cultures representades, de fet, la col·lecció abasta més regions geogràfiques que gairebé qualsevol altre departament, incloent-hi armes i armadures de l'antic Egipte, Grècia Antiga, Imperi Romà, Orient Pròxim antic, Àfrica, Oceania i Amèrica. Entre la col·lecció de més de quinze mil objectes hi ha moltes peces que van ser fetes per a l'ús de reis i prínceps, com ara armadures pertanyents a Enric II de França i Ferran I d'Habsburg.

### Instruments musicals
La col·lecció del Met d'instruments musicals és gairebé única entre els museus més importants. Posseeix més de cinc mil instruments de totes parts del món. La col·lecció es va iniciar el 1889 amb una donació de diversos centenars d'instruments per Lucy W.Drexel, però l'enfocament actual del departament es va produir amb donacions posteriors per Mary Elizabeth Adams, esposa de John Crosby Brown. Els instruments han estat inclosos en la col·lecció no només per motius estètics, sinó que també reflecteixen aspectes tècnics i socials de les seves cultures d'origen. A la col·lecció d'instruments musicals moderns, cada continent es troba representat i gairebé totes les etapes de la seva vida musical.
Entre els objectes destacats d'aquesta col·lecció es troben diversos violins Stradivarius, una col·lecció d'instruments asiàtics fets de metalls preciosos i el piano més antic conegut, un model de 1720 de Bartolomeo Cristofori. Per encoratjar l'ús dels instruments, el departament organitza concerts i demostracions amb músics convidats.